# Altsuttenbach
Altsuttenbach (bis zur Eingemeindung auch Suttenbach genannt) ist ein Gemeindeteil der Stadt Helmbrechts im Landkreis Hof (Oberfranken, Bayern). Altsuttenbach liegt in der Gemarkung Baiergrün.

## Geografie
Der Weiler liegt ein wenig nördlich vom linken Ufer des Süttenbächleins. Ein Anliegerweg führt 300 Meter nordöstlich zur Staatsstraße 2194, die westlich nach Einzigenhöfen bzw. südöstlich nach Kollerhammer verläuft.

## Geschichte
Der Name des kleinen Ortes geht auf die Geländeform Sutte zurück, was auf eine Lache oder Pfütze hinweist.
Altsuttenbach gehörte zur Realgemeinde Baiergrün. Gegen Ende des 18. Jahrhunderts bestand Altsuttenbach aus einem Anwesen. Die Hochgerichtsbarkeit stand dem bayreuthischen Vogteiamt Schauenstein zu. Das bayreuthische Kastenamt Kulmbach war Grundherr des Dreiachtelhofes.
Von 1797 bis 1810 unterstand Altsuttenbach dem Justiz- und Kammeramt Naila. Infolge des Ersten Gemeindeedikts wurde Altsuttenbach dem 1812 gebildeten Steuerdistrikt Baiergrün und der zugleich entstandenen Ruralgemeinde Baiergrün zugewiesen. Im Zuge der Gebietsreform in Bayern wurde Altsuttenbach am 1. Juli 1972 nach Helmbrechts eingemeindet.

### Einwohnerentwicklung
| Jahr      | 1819   | 1861   | 1871   | 1885   | 1900   | 1925   | 1950   | 1961   | 1970   | 1987  |
| Einwohner | *      | 22     | 26     | 33     | 25     | 14     | 18     | 18     | 18     | 17    |
| Häuser    |        |        |        | 3      | 4      | 4      | 3      | 3      |        | 5     |
| Quelle    | [ 10 ] | [ 11 ] | [ 12 ] | [ 13 ] | [ 14 ] | [ 15 ] | [ 16 ] | [ 17 ] | [ 18 ] | [ 1 ] |

## Religion
Altsuttenbach ist evangelisch-lutherisch geprägt und bis heute nach St. Bartholomäus (Schauenstein) gepfarrt.